# Campeonato Mundial de Halterofilismo de 2018 - Até 55 kg feminino
A categoria até 55 kg feminino foi um evento do Campeonato Mundial de Halterofilismo de 2018, disputado na Arena de Halterofilismo de Asgabade, em Asgabade, no Turquemenistão, entre 1 a 3 de novembro de 2018. 

## Calendário
Horário local (UTC+5)
| Dia           | Horário | Fase    |
| ------------- | ------- | ------- |
| 1 de novembro | 10:00   | Grupo D |
| 1 de novembro | 12:00   | Grupo C |
| 3 de novembro | 12:00   | Grupo B |
| 3 de novembro | 19:55   | Grupo A |

## Medalhistas
| Evento   | Ouro                 | Ouro   | Prata                | Prata  | Bronze                   | Bronze |
| -------- | -------------------- | ------ | -------------------- | ------ | ------------------------ | ------ |
| Arranque | Li Yajun (CHN)       | 102 kg | Zhang Wanqiong (CHN) | 101 kg | Muattar Nabieva (UZB)    | 98 kg  |
| Aremeso  | Zhang Wanqiong (CHN) | 124 kg | Li Yajun (CHN)       | 123 kg | Zulfiya Chinshanlo (KAZ) | 120 kg |
| Total    | Li Yajun (CHN)       | 225 kg | Zhang Wanqiong (CHN) | 225 kg | Zulfiya Chinshanlo (KAZ) | 213 kg |

## Recordes
Antes desta competição, o recorde mundial da prova era o seguinte:
| Recorde         | Tipo      | Atleta         | Peso   | Local | Data                  |
| Recorde Mundial | Arranque  | Padrão mundial | 99 kg  |       | 1 de novembro de 2018 |
| Recorde Mundial | Arremesso | Padrão mundial | 124 kg |       | 1 de novembro de 2018 |
| Recorde Mundial | Total     | Padrão mundial | 221 kg |       | 1 de novembro de 2018 |

Os seguintes novos recordes foram estabelecidos durante esta competição.
| Arranque  | 100 kg        | Li Yajun (CHN)                                | Recorde mundial                   |
| Arranque  | 101 kg        | Sukanya Srisurat (THA) · Zhang Wanqiong (CHN) | Recorde mundial · Recorde mundial |
| Arranque  | 102 kg        | Li Yajun (CHN)                                | Recorde mundial                   |
| Arranque  | 103 kg        | Sukanya Srisurat (THA)                        | Recorde mundial                   |
| Arranque  | 105 kg        | Sukanya Srisurat (THA)                        | Recorde mundial                   |
| Arremesso | 125 kg        | Sukanya Srisurat (THA)                        | Recorde mundial                   |
| Arremesso | 127 kg        | Sukanya Srisurat (THA)                        | Recorde mundial                   |
| Total     | 223 kg        | Li Yajun (CHN)                                | Recorde mundial                   |
| Total     | 227 kg 225 kg | Sukanya Srisurat (THA) · Li Yajun (CHN)       | Recorde mundial · Recorde mundial |
| Total     | 230 kg        | Sukanya Srisurat (THA)                        | Recorde mundial                   |
| Total     | 232 kg        | Sukanya Srisurat (THA)                        | Recorde mundial                   |

## Resultado
Os resultados foram os seguintes. 
| Pos.              | Atleta                       | Grupo | Arranque (kg) | Arranque (kg) | Arranque (kg) | Arranque (kg)     | Arremesso (kg) | Arremesso (kg) | Arremesso (kg) | Arremesso (kg)    | Total |
| Pos.              | Atleta                       | Grupo | 1             | 2             | 3             | Resultado         | 1              | 2              | 3              | Resultado         | Total |
| ----------------- | ---------------------------- | ----- | ------------- | ------------- | ------------- | ----------------- | -------------- | -------------- | -------------- | ----------------- | ----- |
| Medalha de ouro   | Li Yajun (CHN)               | A     | 97            | 100           | 102           | Medalha de ouro   | 117            | 121            | 123            | Medalha de prata  | 225   |
| Medalha de prata  | Zhang Wanqiong (CHN)         | A     | 96            | 99            | 101           | Medalha de prata  | 118            | 122            | 124            | Medalha de ouro   | 225   |
| Medalha de bronze | Zulfiya Chinshanlo (KAZ)     | A     | 90            | 93            | 95            | 8                 | 120            | 120            | 125            | Medalha de bronze | 213   |
| 4                 | Muattar Nabieva (UZB)        | A     | 90            | 94            | 98            | Medalha de bronze | 110            | 114            | 119            | 8                 | 212   |
| 5                 | Nouha Landoulsi (TUN)        | A     | 93            | 96            | 97            | 4                 | 114            | 117            | 119            | 7                 | 211   |
| 6                 | Kristina Şermetowa (TKM)     | A     | 90            | 93            | 95            | 7                 | 113            | 117            | 120            | 5                 | 210   |
| 7                 | Alexandra Escobar (ECU)      | B     | 91            | 93            | 95            | 5                 | 113            | 116            | 116            | 6                 | 209   |
| 8                 | Ri Su-yon (PRK)              | A     | 88            | 88            | 92            | 13                | 118            | 118            | 118            | 4                 | 206   |
| 9                 | Hidilyn Diaz (PHI)           | B     | 88            | 91            | 93            | 6                 | 110            | 115            | 115            | 13                | 203   |
| 10                | Chika Amalaha (NGR)          | D     | 90            | 95            | 95            | 9                 | 112            | 117            | 117            | 9                 | 202   |
| 11                | Ana Gabriela López (MEX)     | B     | 85            | 90            | 90            | 11                | 105            | 110            | 113            | 14                | 200   |
| 12                | Syarah Anggraini (INA)       | B     | 84            | 87            | 90            | 15                | 105            | 110            | 111            | 12                | 198   |
| 13                | Jourdan Delacruz (USA)       | B     | 83            | 83            | 86            | 16                | 107            | 110            | 112            | 10                | 198   |
| 14                | Rosane Santos (BRA)          | B     | 85            | 90            | 92            | 10                | 102            | 106            | 108            | 20                | 196   |
| 15                | Svetlana Ershova (RUS)       | B     | 83            | 87            | 89            | 14                | 103            | 106            | 109            | 15                | 196   |
| 16                | Yenny Sinisterra (COL)       | B     | 85            | 85            | 90            | 18                | 106            | 111            | 115            | 11                | 196   |
| 17                | Joanna Łochowska (POL)       | A     | 88            | 90            | 90            | 12                | 108            | 111            | 112            | 16                | 196   |
| 18                | Caitlin Hogan (USA)          | B     | 83            | 85            | 87            | 17                | 106            | 110            | 110            | 19                | 191   |
| 19                | Rachel Leblanc-Bazinet (CAN) | D     | 80            | 84            | 86            | 19                | 103            | 106            | 108            | 18                | 190   |
| 20                | Tessy Sandi (PER)            | B     | 77            | 80            | 83            | 29                | 103            | 107            | 109            | 17                | 187   |
| 21                | Liudmila Psyshchanitsa (BLR) | B     | 79            | 79            | 82            | 22                | 100            | 104            | 107            | 21                | 186   |
| 22                | Lucrezia Magistris (ITA)     | C     | 82            | 85            | 85            | 20                | 95             | 100            | 103            | 22                | 185   |
| 23                | Ayana Sadoyama (JPN)         | C     | 78            | 80            | 82            | 21                | 97             | 100            | 102            | 24                | 184   |
| 24                | Nina Sterckx (BEL)           | D     | 75            | 78            | 81            | 23                | 94             | 98             | 101            | 25                | 182   |
| 25                | Kanae Yagi (JPN)             | C     | 78            | 80            | 80            | 28                | 96             | 100            | 102            | 23                | 182   |
| 26                | Sarah Øvsthus (NOR)          | C     | 77            | 77            | 79            | 31                | 97             | 97             | 99             | 27                | 178   |
| 27                | Kamila Konotop (UKR)         | C     | 78            | 81            | 81            | 24                | 92             | 94             | 96             | 33                | 177   |
| 28                | Johanni Taljaard (RSA)       | C     | 76            | 80            | 85            | 27                | 97             | 100            | 100            | 30                | 177   |
| 29                | Natalya Sheleh (BLR)         | C     | 77            | 77            | 79            | 33                | 90             | 95             | 98             | 29                | 175   |
| 30                | Marilou Dozois-Prévost (CAN) | D     | 70            | 73            | 75            | 35                | 98             | 98             | 101            | 28                | 173   |
| 31                | Mariia Hanhur (UKR)          | C     | 76            | 78            | 78            | 32                | 92             | 95             | 97             | 34                | 173   |
| 32                | Katrine Bruhn (DEN)          | D     | 73            | 75            | 76            | 34                | 93             | 96             | 99             | 32                | 172   |
| 33                | Aksana Zalatarova (ISR)      | D     | 75            | 78            | 80            | 25                | 87             | 90             | 90             | 35                | 170   |
| 34                | Amy Williams (GBR)           | D     | 71            | 74            | 74            | 36                | 92             | 96             | 100            | 31                | 170   |
| 35                | Sofía Rito (URU)             | D     | 69            | 72            | 74            | 37                | 87             | 87             | 90             | 37                | 159   |
| 36                | Sandra Jensen (DEN)          | D     | 71            | 73            | 73            | 38                | 85             | 88             | 90             | 36                | 159   |
| 37                | Leonora Brajshori (KOS)      | D     | 59            | 59            | 59            | 39                | 70             | 72             | 75             | 38                | 131   |
| —                 | Atenery Hernández (ESP)      | C     | 80            | 83            | 83            | 26                | —              | —              | —              | —                 | —     |
| —                 | Sümeyye Kentli (TUR)         | C     | 79            | 82            | —             | 30                | —              | —              | —              | —                 | —     |
| —                 | Ayşegül Çoban (TUR)          | C     | 75            | 75            | 75            | —                 | 95             | 100            | 103            | 26                | —     |
| DSQ               | Sukanya Srisurat (THA)       | A     | 101           | 103           | 105           | —                 | 122            | 125            | 127            | —                 | —     |
| DSQ               | Cristina Iovu (ROU)          | A     | 94            | 97            | 100           | —                 | 116            | 118            | 123            | —                 | —     |